# Bosko
Bosko é um personagem de desenho animado criado pelos animadores Hugh Harman e Rudolf Ising (ex-funcionários da Disney) em 1927 inspirado no sucesso de Felix the Cat e Oswald the Lucky Rabbit. Ele é considerado o primeiro personagem da série de animações dos Looney Tunes originalmente estrelando o curta "Bosko, the Talk-Ink Kid" de 1929 ele foi um personagem muito popular na Warner Bros., até a dupla se desentender com Leon Schlesinger e levarem o personagem para a MGM em 1933 para a série Happy Harmonies, porém não teve a mesma audiência e acabou sendo cancelado em 1938, não voltando mais a ter animações a partir daquele ano. O personagem é um garoto humano afro-descendente desenhado no estilo blackface, na adaptação da MGM ele ganhou traços mais realistas e um visual roceiro.
Ele também tem uma namorada chamada Honey, uma garota também afro-descendente que veste uma saia, dois tamancos e um enorme laço (semelhante a Minnie Mouse) além de ter um cachorro chamado Bruno.
Em um episódio de Tiny Toons, a personagem Lilica procura uma estrela feminina dos desenhos da Warner para se inspirar, e descobre Honey (Doçura na dublagem brasileira), orientada por uma voz misteriosa - parodiando Field of Dreams - que também a convence a construir um cinema exibindo os curtas de Honey. Quando tudo termina, a voz é revelada como vinda do próprio Bosko. A aparência de Bosko e Honey no episódio é similar a de cachorros antropomórficos, parecidos com os irmãos Warner de Animaniacs, presumivelmente para evitar ofender o público com aparência blackface dos antigos curtas.
O personagem também é visto em um retrato no filme de 1996 Space Jam, desta vez em sua forma original. Ele também aparece em sua forma original no desenho Animaniacs, "The Girl with the Googily Goop", no qual ele é visto estacionando seu carro. Ele também foi visto em uma abertura de Futurama em Sinkin' in the Bathtub, na parte em que ele foge de um penhasco do carro com Honey.
Todos os desenhos de Bosko sujeitos a direitos autorais são de propriedade da Warner Bros., assim como o filme original e elementos desses desenhos animados que caíram no domínio público. Os desenhos animados da WB estão sob posse direta do próprio estúdio, enquanto WB também lida com distribuição para os desenhos animados da MGM, de propriedade de empresa irmã Turner Entertainment, adquirida pela Time-Warner em 1996. Time Warner também adquiriu os direitos sobre o personagem em si, o que permitiu suas aparições na década de 1990.

## Ligações Externas
- Perfil do Bosko na Toonopedia.com